# Dactylanthias aplodactylus
Dactylanthias aplodactylus är en fiskart som först beskrevs av Bleeker, 1858.  Dactylanthias aplodactylus ingår i släktet Dactylanthias och familjen havsabborrfiskar. IUCN kategoriserar arten globalt som otillräckligt studerad. Inga underarter finns listade i Catalogue of Life.